# 武牧場
有限会社武牧場（たけぼくじょう）は、北海道日高郡新ひだか町静内田原（旧静内町）にある競走馬（サラブレッド）の生産・育成牧場である。
2009年時点の代表者は武栄子、前代表者は武勇（武宏平、永祥らの次兄)

## 歴史
- 1966年 - 創業[1]。
- 2003年 - 当時代表者だった武勇が撲殺される事件が発生[3]。

## おもな生産馬
- エビスクラウン（1982年京王杯スプリングハンデキャップ[2]）
- キタシバスペイン（1992年全日本サラブレッドカップ、1994年白山大賞典）
- ステイジヒーロー（1992年中京記念3着、オーストラリアトロフィー、高松宮杯3着、スワンステークス3着など）
- ブルーエンプレス（2000年愛知杯2着）
- ブルーショットガン（2006年阪急杯[2]）
- スリーロールス（2009年菊花賞[1]）
- マイネルラクリマ（2012年京都金杯[4]、2013年七夕賞、2014年オールカマー）

## おもな所有馬
- フィリップオブスペイン（種牡馬）[5]
- ミシル（種牡馬）